# André Chénier
André-Marie de Chénier, född 20 oktober 1762 i Konstantinopel, död 25 juli 1794 (avrättad) i Paris, var en fransk skald som förknippas med händelserna under franska revolutionen. Hans estetik förde honom till förromantiken. Karriären fick ett abrupt slut genom att han anklagades för brott mot staten, och giljotinerades. Umberto Giordanos opera Andrea Chenier och Charles Dickens Tale of Two Cities handlar om hans liv.
Han var bror till Joseph Chénier.

## Biografi
Hans far var Louis de Chénier (1723-1796), vilken skrev några arbeten över Orientens historia; modern var grekinna. Redan tidigt började han med stor iver studera antikens, särskilt Greklands och Roms, klassiska skönlitteratur, företrädesvis den lyriska, och blev snart så förtrogen med den, att han liksom upptog den i sin egen individualitet och sålunda snarare kan sägas ha fortsatt den antika diktkonsten i den moderna tidens anda, eller att endast ha varit en talangfull imitatör. 
Den diplomatiska banan som Chénier inträdde på 1787 som sekreterare vid franska ambassaden i London, lämnade han 1791 och levde sedan nästan uteslutande för diktkonsten. Revolutionen hälsades av honom, som då befann sig utomlands, till en början med hänförelse; men de olagliga våldsamheter som dess ledare snart gjorde sig skyldiga till framkallade ogillande och skarpa protester från honom väl tillbaka i Frankrike. Han gick till och med så långt att han öppet deltog i det juridiska försvaret för Ludvig XVI. Detta, jämte bittra satirer mot jakobinerna, ådrog honom dessas hat, varför han i mars 1794 blev fängslad och 25 juli samma år avrättad i Paris, tre dagar före skräckväldets slut.

## Verk
Den franska metriken återfick genom honom den frihet, som den förlorat något genom Boileaus ”lagstiftning”, och Chénier blev i synnerhet därigenom en föregångare till den franska förromantiken; spår av klassicism finns dock. Hans dikter är inte många. De utgörs huvudsakligen av skaldebrev, idyller, elegier, oden och satirer (jamber). Bland dessa finna flera, vilka med skäl räknas till det bästa som den franska lyriken åstadkommit. Till åtskilliga större dikter efterlämnade han mer eller mindre fulländade utkast, men endast en enda fullt avslutad, nämligen lärodikten L’invention, som utgör ett slags poetik. 
Av hans dikter publicerades under hans livstid endast strödda stycken. Hans samlade skrifter utgavs först 1819.

## Eftermäle
Asteroiden 12701 Chénier är uppkallad efter honom.